# Liste der Baudenkmäler in Weidenbach (Mittelfranken)
Auf dieser Seite sind die Baudenkmäler in dem mittelfränkischen Markt Weidenbach zusammengestellt. Diese Tabelle ist eine Teilliste der Liste der Baudenkmäler in Bayern. Grundlage ist die Bayerische Denkmalliste, die auf Basis des Bayerischen Denkmalschutzgesetzes vom 1. Oktober 1973 erstmals erstellt wurde und seither durch das Bayerische Landesamt für Denkmalpflege geführt wird. Die folgenden Angaben ersetzen nicht die rechtsverbindliche Auskunft der Denkmalschutzbehörde.
 Diese Liste gibt den Fortschreibungsstand vom 8. Januar 2021 wieder und enthält 39 Baudenkmäler.

## Ensembles

### Ensemble Ortskern Triesdorf mit Schlossbereich und landwirtschaftlicher Lehranstalt
Triesdorf wurde 1282 erstmals genannt; es gehörte den Herren von Seckendorff und dem Kloster Heilsbronn. Vom Wasserschloss der Herren von Seckendorff sind nach Abbruch von 1788 nur noch wenige Reste im Park erhalten. Nachdem die Heilsbronner Klostergüter durch Säkularisation an Ansbach gefallen waren und Ansbach 1600 endgültig auch den Seckendorffschen Besitz aufgekauft hatte, gehörte der Ort ohne Einschränkung der Markgrafschaft. Seit dem 17. Jahrhundert wurde Triesdorf zur Sommerresidenz und zum Jagdschloss ausgebaut mit Weißem Schloss, Kavaliershäuschen, einem weiten Wildpark, Weihern und Alleen sowie Versorgungsbauten wie alte Keller. Die Gartenanlagen wurden im späteren 18. Jahrhundert unter Markgraf Alexander und Lady Craven im englischen Geschmack umgestaltet. Integraler Bestandteil ist die markgräfliche Wasserversorgung des Parks mit Wasserröhrenfahrt und zahlreichen Brunnenstuben. Trotz der Verluste verschiedener Parkbauten, bereits durch Abbrüche des 18. Jahrhunderts, und von Veränderungen bis in unsere Zeit, vor allem durch Bauten für die heute dort befindlichen landwirtschaftlichen Lehranstalten Triesdorf, bewahrt die ausgedehnte Anlage den stimmungsvollen Charakter einer Sommerresidenz des 18. Jahrhunderts. Aktennummer: E-5-71-216-1.

## Baudenkmäler nach Gemeindeteilen

### Weidenbach
| Lage                                                                             | Objekt                                                                                               | Beschreibung | Akten-Nr.     | Bild                                   |
| -------------------------------------------------------------------------------- | --- | --- | ------------- | -------------------------------------- |
| Bechhofener Straße (Standort)                                                    | Evangelisch-lutherische Friedhofskirche                                                              | Saalbau mit Polygonalchor und Chorscheitelturm, im Kern 1580, wesentlich verändert und erweitert durch Leopold Retti 1737; mit Ausstattung                                                        | D-5-71-216-3  | BW                                     |
| Bechhofener Straße (Standort)                                                    | Friedhof                                                                                             | Mit historischen Grabsteinen, 16./20. Jahrhundert | D-5-71-216-3  | BW                                     |
| Bechhofener Straße (Standort)                                                    | Friedhofsmauer                                                                                       | Massiv, wohl 16.–18. Jahrhundert, mit zwei Torpfosten des 18. Jahrhunderts und Gittertor um 1910                                                                                                  | D-5-71-216-3  | BW                                     |
| Bechhofener Straße (Standort)                                                    | Friedhofskreuz                                                                                       | Auf Steinsockel, gusseisern, 1904 | D-5-71-216-3  | BW                                     |
| Bechhofener Straße (Standort)                                                    | Leichenhalle                                                                                         | Eingeschossiger Bau mit Zwerchhaus und Vorhalle, Hausteingliederung, um 1890 | D-5-71-216-3  | BW                                     |
| Bechhofener Straße (Standort)                                                    | Steinkreuz                                                                                           | Aus Sandstein, nachmittelalterlich | D-5-71-216-41 | weitere Bilder                         |
| Bechhofener Straße 2 (Standort)                                                  | Ehemaliges Wohnhaus für Hofbedienstete                                                               | Zweigeschossiger Walmdachbau mit barocker Putzgliederung, um 1740 | D-5-71-216-1  | Ehemaliges Wohnhaus für Hofbedienstete |
| Bechhofener Straße 7 (Standort)                                                  | Ehemalige Fasanerie                                                                                  | Eingeschossiges verputztes Wohnstallgebäude mit Mansardwalmdach, erste Hälfte 18. Jahrhundert | D-5-71-216-2  | BW                                     |
| Marktplatz 5 (Standort)                                                          | Wohnhaus                                                                                             | Zweigeschossiger verputzter Fachwerkbau mit Putzgliederung und Satteldach, modern bezeichnet „1616“, südlicher zweigeschossiger Anbau noch 19. Jahrhundert                                        | D-5-71-216-4  | weitere Bilder                         |
| Marktplatz 10; Nähe Marktplatz (Standort)                                        | Ehemaliges Austragshaus                                                                              | Zweigeschossiges Wohnhaus mit Walmdach und angefügtem erdgeschossigem Stallteil, zweite Hälfte 18. Jahrhundert                                                                                    | D-5-71-216-5  | weitere Bilder                         |
| Marktplatz 10; Nähe Marktplatz (Standort)                                        | Scheune                                                                                              | Fachwerkbau mit Satteldach, im Kern mittelalterlich | D-5-71-216-5  | BW                                     |
| Parkstraße 9 (Standort)                                                          | Villa                                                                                                | Zweigeschossiger Putzbau mit Halbwalmdach und Treppenhausanbau, um 1910 | D-5-71-216-42 | BW                                     |
| Parkstraße 9 (Standort)                                                          | Remise                                                                                               | Erdgeschossiges Nebengebäude mit Walmdach, gleichzeitig | D-5-71-216-42 | BW                                     |
| Parkstraße 9 (Standort)                                                          | Einfriedung                                                                                          | Massive Pfeiler mit eingespanntem Lattenzaun, gleichzeitig | D-5-71-216-42 | BW                                     |
| Triesdorfer Straße (Standort)                                                    | Ehemalige Hofkirche von Triesdorf und evangelisch-lutherische Pfarrkirche Sankt Georg                | Spätbarocke Saalkirche mit eingezogener Apsis, Chorscheitelturm und Lisenengliederung, von Leopold Retti, bezeichnet 1736, Turmuntergeschoss des mittelalterlichen Vorgängerbaus, mit Ausstattung | D-5-71-216-7  | weitere Bilder                         |
| Triesdorfer Straße (Standort)                                                    | Kirchhofmauer                                                                                        | Massive Einfriedung, gleichzeitig | D-5-71-216-7  | weitere Bilder                         |
| Triesdorfer Straße 4 (Standort)                                                  | Wohnhaus                                                                                             | Zweigeschossiger verputzter Massivbau mit Krüppelwalmdach, 18. Jahrhundert | D-5-71-216-43 | BW                                     |
| Triesdorfer Straße 8 (Standort)                                                  | Ehemalige Schule, dann Gemeindekanzlei und Rathaus                                                   | Zweigeschossiger Walmdachbau mit Putzgliederung, wohl von Leopold Retti, 1737 | D-5-71-216-6  | weitere Bilder                         |
| Triesdorfer Straße 8 (Standort)                                                  | Teil der Einfriedung                                                                                 | Backstein, gleichzeitig | D-5-71-216-6  | BW                                     |
| Triesdorfer Straße 10 (Standort)                                                 | Evangelisch-lutherisches Pfarrhaus                                                                   | Zweigeschossiger Massivbau mit Walmdach und spätbarocker Putzgliederung, von Leopold Retti, 1737                                                                                                  | D-5-71-216-8  | weitere Bilder                         |
| Triesdorfer Straße 10 (Standort)                                                 | Einfriedung                                                                                          | Massive verputzte Gartenmauer, gleichzeitig | D-5-71-216-8  | weitere Bilder                         |
| Triesdorfer Straße 20, Triesdorfer Straße 18 (Standort)                          | Ehemaliges Austragshaus der Brauerei                                                                 | Zweigeschossiger Putzbau mit Walmdach, bezeichnet „1792“ | D-5-71-216-9  | weitere Bilder                         |
| Triesdorfer Straße 24 (Standort)                                                 | Ehemalige Brauerei mit Wohnhaus und Brauereigebäuden                                                 | Zweigeschossiger verputzter Walmdachbau, 1848 | D-5-71-216-10 | weitere Bilder                         |
| Triesdorfer Straße 24 (Standort)                                                 | Ehemalige Brauerei mit Wohnhaus und Brauereigebäuden, Scheune des ehemaligen Nachbarguts Plein Desir | Fachwerkbau mit Walmdach, um 1740 | D-5-71-216-10 | BW                                     |
| Triesdorfer Straße 26; Nähe Triesdorfer Straße; Triesdorfer Straße 28 (Standort) | Ehemaliger Landsitz und Gutshof, sogenanntes Plein Desir                                             | Wohnhaus, zweigeschossiger barocker Putzbau mit Walmdach, im französischen Landhausstil, wohl von Leopold Retti, 1736, mit Ausstattung                                                            | D-5-71-216-11 | weitere Bilder                         |
| Triesdorfer Straße 26; Nähe Triesdorfer Straße; Triesdorfer Straße 28 (Standort) | Ehemaliger Landsitz und Gutshof sogenanntes Plein Desir, Einfriedung                                 | Am Vorgarten massive Pfeiler mit eingespanntem Holzzaun, der Gutsgarten mit Ziegelsteinmauer, 18. Jahrhundert                                                                                     | D-5-71-216-11 | weitere Bilder                         |
| Triesdorfer Straße 26; Nähe Triesdorfer Straße; Triesdorfer Straße 28 (Standort) | Ehemaliger Landsitz und Gutshof sogenanntes Plein Desir, Ruhebank                                    | Im barocken Stil, Sandstein, 18. Jahrhundert | D-5-71-216-11 | BW                                     |
| Triesdorfer Straße 26; Nähe Triesdorfer Straße; Triesdorfer Straße 28 (Standort) | Ehemaliger Landsitz und Gutshof sogenanntes Plein Desir, ehemaliger Stall                            | Fachwerk mit Walmdach, 18. Jahrhundert | D-5-71-216-11 | BW                                     |
| Triesdorfer Straße 26; Nähe Triesdorfer Straße; Triesdorfer Straße 28 (Standort) | Ehemaliger Landsitz und Gutshof sogenanntes Plein Desir, ehemaliger Gutsgarten                       | Nutzgartenanlage mit Mauern und Treppe, 18. Jahrhundert | D-5-71-216-11 | BW                                     |
| Triesdorfer Straße 31 a (Standort)                                               | Wohnhaus                                                                                             | Zweigeschossiger Putzbau mit Mansarddach und Schopfwalm, 1766 | D-5-71-216-12 | weitere Bilder                         |

### Irrebach
| Lage                   | Objekt                   | Beschreibung          | Akten-Nr.     | Bild |
| ---------------------- | ------------------------ | --------------------- | ------------- | ---- |
| In Irrebach (Standort) | Ortsschild und Wegweiser | Gusseisen, um 1860/70 | D-5-71-216-13 | BW   |

### Kolmschneidbach
| Lage                                                 | Objekt                   | Beschreibung          | Akten-Nr.     | Bild |
| ---------------------------------------------------- | ------------------------ | --------------------- | ------------- | ---- |
| In Kolmschneidbach; im Ort in Weggabelung (Standort) | Ortsschild und Wegweiser | Gusseisen, um 1860/70 | D-5-71-216-14 | BW   |

### Leidendorf
| Lage                     | Objekt                                       | Beschreibung | Akten-Nr.     | Bild                                         |
| ------------------------ | -------------------------------------------- | --- | ------------- | -------------------------------------------- |
| Leidendorf 16 (Standort) | Taubenhaus                                   | Polygonaler Taubenkobel aus Holz, spätes 19. Jahrhundert, 1982 neu aufgerichtet                                                                      | D-5-71-216-37 | BW                                           |
| Leidendorf 21 (Standort) | Evangelische Filialkirche St. Peter und Paul | Kleiner verputzter Saalbau mit stark eingezogenem und gerade schließendem Chor, erste Hälfte 15. Jahrhundert, Chorscheitelturm 1891, mit Ausstattung | D-5-71-216-15 | Evangelische Filialkirche St. Peter und Paul |

### Triesdorf
| Lage                                        | Objekt                                                                      | Beschreibung | Akten-Nr.     | Bild               |
| ------------------------------------------- | --------------------------------------------------------------------------- | --- | ------------- | ------------------ |
| Am Kreuzweiher 2 (Standort)                 | Wohnhaus der ehemaligen Menagerie                                           | Zweigeschossiger Putzbau mit Walmdach, 1739, Abbruch der Flügel 1850 | D-5-71-216-16 | weitere Bilder     |
| Am Kreuzweiher 2, Hofgartenweg 3 (Standort) | Gartenanlagen im französisch-holländischen Stil                             | Mit Lindenalleen, Lustgarten, Laubengängen und Parterres teils als Rasenflächen, teils als vier quadratische Kreuzweiher, 17./18. Jahrhundert | D-5-71-216-34 | BW                 |
| Am Kreuzweiher 3 (Standort)                 | Gasthaus am ehemaligen Leidendorfer Tor                                     | Zweigeschossiger Putzbau mit Krüppelwalmdach, 18./19. Jahrhundert | D-5-71-216-17 | BW                 |
| Am Kreuzweiher 3 (Standort)                 | Nebengebäude mit Scheune                                                    | Erdgeschossiger Massivbau mit Satteldach, 18./19. Jahrhundert | D-5-71-216-17 | BW                 |
| Hofgartenweg 1 (Standort)                   | Ehemaliges Schloss                                                          | Zweigeschossiger, verputzter Satteldachbau mit Fachwerkobergeschoss, Wiederaufbau nach Kriegszerstörung, dendrochronologisch datiert 1676/77 | D-5-71-216-18 | weitere Bilder     |
| Hofgartenweg 2 (Standort)                   | Ehemaliger Meiereistadel                                                    | Langgestreckte Fachwerkscheune mit Krüppelwalmdach, 1789 | D-5-71-216-19 | weitere Bilder     |
| Hofgartenweg 3 (Standort)                   | Ehemalige Hufschmiede                                                       | Zweigeschossiger Walmdachbau mit Fachwerk-Obergeschoss, dendrochronologisch datiert 1734/35 | D-5-71-216-18 | weitere Bilder     |
| Hofgartenweg 5 (Standort)                   | Ehemaliges Hofgärtnerhaus                                                   | Erdgeschossiger, verputzter Halbwalmdachbau mit niedrigen Seitenflügeln, rustizierten Lisenen und zweigeschossigem Mittelrisalit mit Walmdach, Freitreppe und Portal, von Johann David Steingruber, 1772, im Westflügel ehemalige Orangerie, dendrochronologisch datiert 1740/41 | D-5-71-216-21 | weitere Bilder     |
| Hofgartenweg 5 (Standort)                   | Einfriedung des ehemaligen Hofgartens                                       | Ziegelsteinmauer, gleichzeitig | D-5-71-216-21 | BW                 |
| Hofgartenweg 5 (Standort)                   | Hofgarten                                                                   | Angelegt 18. Jahrhundert | D-5-71-216-21 | BW                 |
| Markgrafenstraße 1 (Standort)               | Ehemaliges Falkenhaus, dann fürstlicher Wohnsitz, sogenanntes Rotes Schloss | Schlichter zweigeschossiger Backsteinbau mit Hausteingliederung und Mittelrisalit, im niederländischen Stil von Karl Friedrich von Zocha, 1730/32, Ausbau zum Schloss 1759 | D-5-71-216-22 | weitere Bilder     |
| Falkenhof 1 (Standort)                      | Nebengebäude                                                                | Zwei erdgeschossige unverputzte Backsteinbauten mit Walmdach, 1737 | D-5-71-216-22 | BW                 |
| Falkenhof (Standort)                        | Ehemaliger Schlossgarten                                                    | Im holländischen Stil mit Parterres und Kanal, 18. Jahrhundert | D-5-71-216-22 | BW                 |
| Falkenhof (Standort)                        | Belvederehäuschen, sogenanntes Tränenhäuslein                               | Kurzer quadratischer Turm mit Freitreppe und Pyramidendach, zweite Hälfte 18. Jahrhundert | D-5-71-216-22 | BW                 |
| Falkenhof 3 (Standort)                      | Ehemaliges Sommerhaus von Johann David Schöpf, sogenanntes Schöpf-Haus      | Zweigeschossiger Walmdachbau mit Fachwerk-Obergeschoss und nur noch einseitig erhaltenem Flügelbau, 1780/90 | D-5-71-216-22 | BW                 |
| Markgrafenstraße 2 (Standort)               | Ehemaliger Marstall                                                         | Erdgeschossiger Schopfwalmdachbau, Mittelrisalit mit Giebelskulptur und Wandbrunnen, von Johann David Steingruber, 1762/63 | D-5-71-216-23 | BW                 |
| Markgrafenstraße 4 (Standort)               | Ehemalige Stallmeisterei                                                    | Nördlich anschließend, eingeschossiger Putzbau mit Schopfwalmdach, von Johann David Steingruber, 1732 | D-5-71-216-23 | BW                 |
| Markgrafenstraße 3 (Standort)               | Ehemaliges Reithaus                                                         | Eineinhalbgeschossiger Massivbau mit Walmdach, Mittelrisalit und Putzgliederung, von Leopold Retti, 1744/46 | D-5-71-216-24 | weitere Bilder     |
| Markgrafenstraße 5 (Standort)               | Ehemaliges Kavaliershaus, sogenanntes Holländisches Häuslein                | Eines von vormals vier eingeschossige verputzte Bauten mit Mansardwalmdächern und Lisenen, im barock-klassizierenden Stil, von Gabriel de Gabrieli, 1695/97 | D-5-71-216-29 | weitere Bilder     |
| Markgrafenstraße 7 (Standort)               | Ehemaliges Kavaliershaus, sogenanntes Holländisches Häuslein                | Eines von vormals vier eingeschossige verputzte Bauten mit Mansardwalmdächern und Lisenen, im barock-klassizierenden Stil, von Gabriel de Gabrieli, 1695/97 | D-5-71-216-29 | weitere Bilder     |
| Markgrafenstraße 14 (Standort)              | Zwei ehemalige Kavaliershäuser, sogenannte Holländische Häuslein            | Südlich der Straße gelegene Häuser 1862 zu einem Wirtschaftsgebäude zusammengefasst | D-5-71-216-29 | weitere Bilder     |
| Markgrafenstraße 14 (Standort)              | Ehemaliger Eiskeller                                                        | Mit Zugangshäuschen aus Backstein, nach 1862 | D-5-71-216-29 | BW                 |
| Markgrafenstraße 14 (Standort)              | Ehemaliges Gartensalettl                                                    | Kleiner erdgeschossiger Putzbau mit Mansardwalmdach, frühes 18. Jahrhundert | D-5-71-216-29 | BW                 |
| Sandrinaweg 2 (Standort)                    | Ehemaliger Landsitz, sogenannte Villa Sandrina                              | Langgestreckter erdgeschossiger Putzbau mit seitlichen, zurückgesetzten niedrigeren Nebenflügeln und belvedereartiger Attika, im frühklassizistischen Stil, um 1785, Satteldach des Mittelrisalites nachträglich Anfang 19. Jahrhundert                                          | D-5-71-216-31 | weitere Bilder     |
| Sandrinaweg 6 (Standort)                    | Gartenpavillon                                                              | Erdgeschossig mit Balustradenattika, 18. Jahrhundert, Satteldach nachträglich Anfang 19. Jahrhundert | D-5-71-216-31 | weitere Bilder     |
| Sandrinaweg 6 (Standort)                    | Reste der ehemaligen Einfassungsmauer                                       | Backstein, Ende 18. Jahrhundert | D-5-71-216-31 | BW                 |
| Schloßallee 1 (Standort)                    | Ehemalige Sommerresidenz, sogenanntes Weißes Schloss                        | Zweiflügelige Anlage mit Walmdach und Treppenturm des Corps de Logis, Nordflügel wohl von Johann Stierner 1682, Südflügel und Anbindung an Haupttrakt durch Gabriel de Gabrieli 1700/01, Veränderungen und Aufstockung 1713/14, 1734 und 1776                                    | D-5-71-216-38 | weitere Bilder     |
| Schloßallee 1 (Standort)                    | Nebengebäude                                                                | Kleiner Putzbau mit Schopfwalmdach und Fachwerk-Obergeschoss, 19. Jahrhundert | D-5-71-216-38 | BW                 |
| Steingruberstraße 1 (Standort)              | Ehemaliges Wohn- und Dienstgebäude des Wildmeisters                         | Zweigeschossiger Putzbau mit Gliederung und Krüppelwalm, von Johann David Steingruber, 1772 | D-5-71-216-32 | BW                 |
| Steingruberstraße 1 (Standort)              | Nebengebäude, ehemaliger Pferdestall                                        | Eingeschossiger langgestreckter Bau mit Walmdach, Fachwerkbauweise über Bruchsteinsockel, 1767/98 | D-5-71-216-32 | BW                 |
| Steingruberstraße 2 (Standort)              | Ehemalige Meierei, jetzt landwirtschaftliche Lehranstalt                    | Ehemals freistehende zweigeschossige Nord- und Südflügel mit Walmdach und reicher klassizistischer Putzgliederung, nach Plänen von Johann Paul Bischof, 1795, Ostflügel, zweigeschossiger Verbindungstrakt mit Torrisalit und Dachreiter, 1865                                   | D-5-71-216-28 | BW                 |
| Steingruberstraße 3 (Standort)              | Ehemaliges Stallmeisterhaus                                                 | Zweigeschossiger verputzter Massivbau mit Walmdach, wohl von Johann David Steingruber, 1746 | D-5-71-216-39 | BW                 |
| Steingruberstraße 14 (Standort)             | Ehemaliges Jägerhaus                                                        | Zweigeschossiger gegliederter Putzbau mit Krüppelwalmdach und eingeschossigen langgestreckten Seitenflügeln, von Johann David Steingruber, 1759–1764 | D-5-71-216-33 | BW                 |
| Triesdorfer Park (Standort)                 | Ehemaliger Wildpark                                                         | Mit Teichen durchsetztes Wald- und Wiesengebiet, 1615/1730 | D-5-71-216-35 | BW                 |
| Triesdorfer Park (Standort)                 | Teile der Einfriedung, sogenannte Rote Mauer                                | Ehemals das Gesamtareal umschließende, in großen Partien erhaltene Backsteinmauer, ab 1729 | D-5-71-216-35 | BW                 |
| Triesdorfer Park (Standort)                 | Ehemalige Eisgrube                                                          | Runde ausgemauerte Grube mit Kuppel und Eingangsschacht, um 1700 | D-5-71-216-40 | Ehemalige Eisgrube |

### Weiherschneidbach
| Lage                            | Objekt                                  | Beschreibung          | Akten-Nr.     | Bild |
| ------------------------------- | --------------------------------------- | --------------------- | ------------- | ---- |
| In Weiherschneidbach (Standort) | Wegweiser nach Nehdorf und Burgoberbach | Gusseisen, um 1860/70 | D-5-71-216-44 | BW   |

## Ehemalige Baudenkmäler
In diesem Abschnitt sind Objekte aufgeführt, die früher einmal in der Denkmalliste eingetragen waren, jetzt aber nicht mehr. Objekte, die in anderem Zusammenhang also z. B. als Teil eines Baudenkmals weiter eingetragen sind, sollen hier nicht aufgeführt werden. Aktennummern in diesem Abschnitt sind ehemalige, jetzt nicht mehr gültige Aktennummern.

| Lage                                | Objekt                                                      | Beschreibung | Akten-Nr.     | Bild |
| ----------------------------------- | ----------------------------------------------------------- | --- | ------------- | ---- |
| Triesdorf Am Kreuzweiher (Standort) | Chaussee Markgraf Alexanders                                | angelegt 1767–1769, führte von der Triesdorfer Parkmauer schnurgerade nach Hohe Fichte, 5880 m; heute nur im Park erhalten | D-5-71-216-36 | BW   |
| Triesdorf Reitbahn 7 (Standort)     | Ehemaliges Arzthaus, Wohnhaus des markgräflichen Leibarztes | Erdgeschossiger Walmdachbau, Mittelteil mit Fachwerkobergeschoss, 18. Jahrhundert                                          | D-5-71-216-30 | BW   |